# The Videos 1989 - 2004
The Videos 1989 - 2004 är ett videoalbum med Metallicas musikvideo. Släpptes 2006.

## Låtlista
1. One (långa versionen)
2. Enter Sandman
3. The Unforgiven (korta versionen)
4. Nothing Else Matters
5. Wherever I May Roam
6. Sad But True
7. Until It Sleeps
8. Hero Of The Day
9. Mama Said
10. King Nothing
11. The Memory Remains
12. The Unforgiven II
13. Fuel
14. Turn The Page
15. Whiskey In The Jar
16. No Leaf Clover
17. I Disappear
18. St. Anger
19. Frantic
20. The Unnamed Feeling
21. Some Kind Of Monster

Bonusmaterial
1. 2 of One - Introduction
2. One (Jammin' version)
3. The Unforgiven (längre version)
4. Some Kind Of Monster (filmtrailer)